# Szaíd Abdavali
Szaíd Morád Abdavali (perzsa:  سعيد عبدولى; nyugati átírásokban: Saeid Abdavali) (Andimesk, 1989. november 4. –) iráni kötöttfogású birkózó. A 2018-as birkózó-világbajnokságon a bronzmérkőzésig jutott 82 kg-os súlycsoportban, szabadfogásban. A 2016-os nyári olimpiai játékokon bronzérmet szerzett 75 kg-ban. Egyszeres világbajnoki arany és ezüstérmes birkózó. A 2010-es Ázsia Játékokon aranyérmet szerzett 66 kg-ban. A 2014-es Ázsia Játékokon bronzérmes lett 71 kg-ban. Az Ázsia Bajnokságon kettő bronzérmet szerzett eddig 66 és 75 kg-os súlycsoportokban.

## Sportpályafutása
A 2018-as birkózó-világbajnokságon a bronzmérkőzésig jutott. A mérkőzést örmény ellenfele, Makszim Manukján nyerte 4–1-re.